# Mariusz Nosal
Mariusz Nosal (ur. 13 października 1974 w Zamościu) – piłkarz, reprezentant Polski.
W barwach Odry Wodzisław Śląski rozegrał 100 ligowych spotkań, strzelając w nich 30 goli.

## Reprezentacja Polski
W reprezentacji Polski zadebiutował 19 czerwca 1999 roku w towarzyskim meczu z Nową Zelandią zremisowanym 0:0 i ostatecznie wygranym w rzutach karnych 5:4. Był to jego jedyny mecz w reprezentacji. 
| l.p. | Data            | Miejsce | Przeciwnik    | Rezultat | Rozgrywki  | Grał   | Uwagi                               |
| ---- | --------------- | ------- | ------------- | -------- | ---------- | ------ | ----------------------------------- |
| 1.   | 19 czerwca 1999 | Bangkok | Nowa Zelandia | 0-0      | towarzyski | do 69' | Zmieniony przez Igora Sypniewskiego |